# Saint-Lambert-sur-Dive
Saint-Lambert-sur-Dive är en kommun i departementet Orne i regionen Normandie i nordvästra Frankrike. Kommunen ligger i kantonen Trun som tillhör arrondissementet Argentan. År 2022 hade Saint-Lambert-sur-Dive 133 invånare.

## Befolkningsutveckling
Antalet invånare i kommunen Saint-Lambert-sur-Dive
| Referens: INSEE |